# Partido Jatiya (Ershad)
El Partido Nacional Ershad o Partido Jatiya de Bangladés (en bengalí: জাতীয় পার্টি, en inglés: National Party (Ershad)), habitualmente abreviado JP-E, es un partido político bengalí fundado por Hossain Mohammad Ershad el 1 de enero de 1986.
El jefe del ejército, teniente Ershad usurpó el poder en un golpe militar el 24 de marzo de 1982 y gobernó el país a través de ley marcial y sin Congreso. Prohibió las actividades de los partidos políticos y las actividades proselitistas quedaron suspendidas al entrar en rigor el estado de emergencia.
Hacia 1985 buscó apoyo civil e incluyó a nacionalistas en su gabinete. De esta forma se inició un proceso hacia el régimen democrático en Bangladés y así formó el Partido Nacional o Partido Jatiya (Ershad). En 1991, tras las primeras elecciones de la vuelta democrática, Jatiya Ershad se alzó como la tercera fuerza política, asegurando 35 escaños en el Jatiya Sangshad.